# ليو ديفيس
ليو ديفيس (بالإنجليزية: Lew Davis)‏ هو ممثل أمريكي، ولد في 16 يوليو 1884 ببوفالو في الولايات المتحدة، وتوفي في 13 يناير 1948 في الولايات المتحدة.

## وصلات خارجية
- ليو ديفيس على موقع IMDb (الإنجليزية)
- ليو ديفيس على موقع قاعدة بيانات الفيلم (الإنجليزية)